# French Settlement
French Settlement es una villa ubicada en la parroquia de Livingston en el estado estadounidense de Luisiana. En el Censo de 2010 tenía una población de 1116 habitantes y una densidad poblacional de 157,43 personas por km².

## Geografía
French Settlement se encuentra ubicada en las coordenadas 30°19′55″N 90°48′51″O / 30.33194, -90.81417. Según la Oficina del Censo de los Estados Unidos, French Settlement tiene una superficie total de 7.09 km², de la cual 7.06 km² corresponden a tierra firme y (0.37%) 0.03 km² es agua.

## Demografía
Según el censo de 2010, había 1116 personas residiendo en French Settlement. La densidad de población era de 157,43 hab./km². De los 1116 habitantes, French Settlement estaba compuesto por el 96.42% blancos, el 0.36% eran afroamericanos, el 0.81% eran amerindios, el 0.81% eran asiáticos, el 0% eran isleños del Pacífico, el 0.54% eran de otras razas y el 1.08% pertenecían a dos o más razas. Del total de la población el 2.51% eran hispanos o latinos de cualquier raza.